# Алпина (Мичиган)
Алпина (англ. Alpena) — город на северо-востоке штата Мичиган (США), административный центр одноимённого округа. Основан в 1856 году под названием Фремонт, статус города с 1871 года, в конце XIX и начале XX века важный центр производства пиломатериалов и добычи известняка, а к концу XX века озёрный порт и летний курорт. Население согласно переписи 2020 года 10 197 человек.

## География
Алпина расположена на северо-востоке штата Мичиган, в верховье залива Тандер-Бей озера Гурон. Площадь города на 2020 год составляла 8,17 квадратной мили (21,16 км2).
Алпина — крупнейший город в малонаселённой северо-восточной части штата Мичиган и важный транспортный узел, включающий озёрный порт в 136 морских милях от Порт-Гурона и почти в 190 морских милях от Детройта. Город пересекает идущее по американскому берегу озера Гурон шоссе 23, а в его центре расположена восточная оконечность регионального шоссе 32, ведущего на запад до города Ист-Джордан на озере Мичиган.

## История
Имя города восходит к названию на языке чиппева, означающему «страна куропаток». Первым белым поселенцем в регионе стал около 1835 года рыбак У. Ф. Каллингс, а в 1856 году четверо выходцев из Детройта заложили в этом месте деревню, которой дали название Фримонт в честь генерала Джона Фримонта. Поскольку к этому времени в Мичигане уже существовало поселение с тем же названием, почтовое отделение, открывшееся в новом Фримонте, получило код «Алпина». В 1859 году Фримонт был переименован в Тандер-Бей, но уже в том же году состоялось второе переименование — в Алпину.
В 1871 году Алпина получила статус города. В конце XIX и начале XX века она была важным центром производства пиломатериалов и местом добычи известняка.

## Население
Согласно переписи населения 2020 года, к апрелю этого года в Алпине проживали 10 197 человек — снижение на 2,7 % по сравнению с переписью 2010 года. Около 20 % жителей составляли дети и подростки в возрасте до 18 лет включительно и примерно столько же — люди пенсионного возраста (65 лет и старше). Медианный возраст — 44,1 года (выше, чем в среднем по штату Мичиган, где медианный возраст составлял 39,8 года). Более 95 % населения — белые, в том числе 3 % выходцы из Латинской Америки. Менее 1 % жителей в 2020 году были уроженцами других стран.
По состоянию на 2020 год 43 % жителей состояли в браке. 16 % мужчин и 24 % женщин были разведены, 2 % мужчин и 13 % женщин — вдовы. Средний размер домохозяйства составлял 2,01 человека. 93 % взрослого населения имели оконченное среднее образование, 17 % — академическую степень от бакалавра и выше (в среднем по штату Мичиган — 30 %).

## Экономика
Современная Алпина — озёрный порт и летний курорт, популярный среди аквалангистов, которых привлекают многочисленные остатки затонувших кораблей. Крупнейший работодатель в городе — Региональный медицинский центр Алпины. Помимо него и предприятий туристического бизнеса, в городе работают предприятия цементной, деревообрабатывающей и машиностроительной промышленности.
В период с 2016 по 2020 год около 60 % мужчин и более 50 % женщин Алпины в возрасте 16 лет и старше входили в национальный пул трудоспособного населения. Средний годовой доход на душу населения составлял 24,2 тыс. долларов — на треть ниже, чем в среднем по штату Мичиган (32,9 тыс. долларов). Средний годовой доход на домохозяйство — 38,3 тыс. долларов (в среднем по штату — 59,2 тыс. долларов). 19 % населения проживали ниже черты бедности (13,9 % в среднем по штату).